# فيليس سيمونز بروكس
فيليس سيمونز بروكس هي مربية كندية، ولدت في 21 ديسمبر 1926 في برمودا في المملكة المتحدة، وتوفيت في 26 فبراير 2012 في كندا.